# Federal Highway
Federal Highway (Droga Federalna, oznaczana jako droga krajowa 23) – droga w Australii, przechodząca przez stan Nowa Południowa Walia i Australijskie Terytorium Stołeczne (ACT). Stanowi południową część głównego szlaku łączącego największe miasto Australii – Sydney – ze stolicą federalną, Canberrą. Liczy 93 km długości.
DK23 zaczyna się w okolicach Goulburn, gdzie odchodzi od Hume Highway (DK31). Po ok. 70 km przekracza granicę ACT i wjeżdża na przedmieścia Canberry. Jedynym skupiskiem ludzkim, przez które przechodzi po drodze, jest wioska Collector. Największą atrakcją krajobrazową drogi jest jezioro George, które można z niej podziwiać.
Obecny przebieg drogi został wybudowany w latach 1932-34. W latach 1986–2000 była stopniowo modernizowana i poszerzana. Obecnie kierowcy mają do dyspozycji po dwa pasy ruchu w każdą stronę. Przejazd jest bezpłatny.